# Sporocybe borzinii
Sporocybe borzinii är en svampart som beskrevs av Goid. 1937. Sporocybe borzinii ingår i släktet Sporocybe, ordningen Pleosporales, klassen Dothideomycetes, divisionen sporsäcksvampar och riket svampar.   Inga underarter finns listade i Catalogue of Life.